# ويليام بي. كالدويل (محامي)
ويليام بي. كالدويل (بالإنجليزية: William B. Caldwell) هو قاضي ومحامي أمريكي، ولد في 3 يونيو 1808 في مقاطعة بتلر في الولايات المتحدة، وتوفي في 21 مارس 1876 في سينسيناتي في الولايات المتحدة.